# هاريسون ألين
هاريسون ألين (بالإنجليزية: Harrison Allen) (و. 1841 – 1897 م) هو عالم تشريح، وعالم حيواني، وأستاذ جامعي من الولايات المتحدة الأمريكية. ولد في فيلادلفيا (بنسيلفانيا).
توفي في فيلادلفيا، عن عمر يناهز 56 عاماً.

## التعليم
تعلم في مدرسة الطب بجامعة بنسلفانيا، وتحصل منها على دكتور في الطب، وجامعة بنسلفانيا